# ديفيد فنسنت وليامز
د. فنسنت وليامز (بالإنجليزية: D. Vincent Williams)‏ هو مغني وكاتب أغاني أمريكي، ولد في 18 سبتمبر 1969 في هيوستن في الولايات المتحدة.